# Stine Jørgensen
Stine Østergaard Jørgensen (født 3. september 1990 i Dronninglund) er en dansk tidligere håndboldspiller, som repræsenterede Danmarks kvindehåndboldlandshold, som landsholdsanfører fra 2016 til 2020.

## Karriere

### Klubhold
Stine Jørgensen begyndte at spille håndbold i en alder af fem år i hjembyen hos Dronninglund IF. I en alder af 16 skiftede hun til Aalborg DH, hvor hun oprindeligt var aktiv på ungdomsområdet.
Jørgensen spillede hos Aalborg DH fra 2008, som spillede i den højeste række i dansk håndbold. Med Aalborg vandt hun en sølvmedalje i 2009. I den følgende sæson deltog hun for første gang i EHF Champions League. I november 2012 underskrev hun en treårig kontrakt med FC Midtjylland Håndbold fra 2013/14 sæsonen. Med FCM vandt hun DHF's Landspokalturnering i 2015, 2014 og 2015, og 2015 EHF Cup Winners' Cup. Hun var også med til at vinde det danske mesterskab tilbage i 2015, sammen med FC Midtjylland Håndbold, efter finalesejre over Team Esbjerg. Hun har spillet for Odense Håndbold siden 2017/18 sæsonen. Fra sommeren 2020 spillede hun for den tyske topklub SG BBM Bietigheim.
Hun annoncerede i december 2020 at hun ventede tvillinger med sin mand, tidligere badmintonspiller Jan Ø. Jørgensen, og derfor ikke stod til rådighed for sin tyske klub resten af sæsonen. Efter fødslen gjorde Jørgensen comeback i klubben i november 2021, men leverede efterfølgende ikke stort i den tyske Handball-Bundesliga Frauen, med lidt spilletid.
I april 2022 underskrev hun en 4-årig kontrakt med hovedstadsklubben København Håndbold.
Hun indstillede karrieren efter 2024-25 sæsonen. På trods af at hendes kontrakt med København Håndbold var gyldig indtil 2027, men den var blevet ophævet på grund af klubbens økonomiske situation.

### Landsholdet
Jørgensen spillede både på ungdoms- og juniorlandsholdet. Med disse ungdomshold vandt hun en bronzemedalje ved U-18 VM i 2008 og blev nummer 13, til U-19 EM i 2009.
Jørgensen har spillet for det danske landshold siden 24. september 2010. Ved VM i Brasilien 2011 var hendes første store turnering. Hun scorede fem mål i ni kampe og Danmark sluttede som nummer 4. Et år senere tilhørte hun EM-holdet. I turneringen scorede danskeren 25 mål i syv kampe. Jørgensens største succes i landets løb blev  ved verdensmesterskabet i VM i Serbien 2013, hvor hun vandt bronzemedaljen. Hun deltog også ved EM i 2014, VM 2015 og EM i 2016. Ved EM 2016 i Sverige, blev hun den anden mest scorende ved slutrunden med i alt 47 mål.
Hun valgte i maj 2020 at stoppe på det danske landshold på ubestemt tid og bekræftede efterfølgende at hun var færdig med landsholdshåndbold.

## Meritter

### Klubhold
- DM 2008/2009 (Aalborg DH) –  Sølv
- DM 2013/2014 (FCM Håndbold) –  Sølv
- DM 2014/2015 (FCM Håndbold) –  Guld
- DM 2015/2016 (FCM Håndbold) –  Sølv
- DM 2016/2017 (FCM Håndbold) –  Bronze
- DM 2017/2018 (Odense Håndbold) –  Sølv
- DM 2018/2019 (Odense Håndbold) –  Bronze
- DM 2019/2020 (Odense Håndbold) –  Sølv
- EHF Cup Winners' Cup 2015 (FCM Håndbold) –  Guld
- Pokal Cup 2014 (FCM Håndbold) –  Guld
- Pokal Cup 2015 (FCM Håndbold) –  Guld
- Pokal Cup 2016 (FCM Håndbold) –  Sølv
- Pokal Cup 2018 (Odense Håndbold) –  Sølv
- Pokal Cup 2019 (Odense Håndbold) –  Sølv

### Landsholdet
- VM 2013 (Danmark) –  Bronze

## Privatliv
Stine Jørgensen er gift med badmintonspilleren Jan Ø. Jørgensen. Hun offentliggjorde i december 2020, sin graviditet og blev mor til tvillinger i maj 2021.